# Der Tatortreiniger/Episodenliste
Diese Episodenliste enthält alle Episoden der deutschen Fernsehserie Der Tatortreiniger, sortiert nach der deutschen Erstausstrahlung. Die gesamte Serie umfasst sieben Staffeln mit 31 Episoden, die von 2011 bis 2018 produziert und ausgestrahlt wurden. Die Nebendarsteller finden sich auch unter Liste der Tatortreiniger-Nebendarsteller.

## Übersicht
| Staffel | Episodenanzahl | Erstausstrahlung Deutschland | Erstausstrahlung Deutschland |
| Staffel | Episodenanzahl | Staffelpremiere              | Staffelfinale                |
| ------- | -------------- | ---------------------------- | ---------------------------- |
| 1       | 4              | 23. Dezember 2011            | 26. Dezember 2011            |
| 2       | 5              | 2. Januar 2013               | 8. Januar 2014               |
| 3       | 4              | 9. Januar 2014               | 10. Dezember 2014            |
| 4       | 5              | 10. Dezember 2014            | 30. Dezember 2014            |
| 5       | 6              | 17. Dezember 2015            | 7. Januar 2016               |
| 6       | 3              | 14. Dezember 2016            | 21. Dezember 2016            |
| 7       | 4              | 18. Dezember 2018            | 19. Dezember 2018            |

## Staffel 1
| Nr. (ges.) | Nr. (St.) | Originaltitel        | Erstausstrahlung D | Regie          | Drehbuch    | Episodendarsteller                                         |
| --- | --------- | -------------------- | ------------------ | -------------- | ----------- | ---------------------------------------------------------- |
| 1 | 1         | Ganz normale Jobs    | 23. Dez. 2011      | Arne Feldhusen | Mizzi Meyer | Katharina Marie Schubert, Charly Hübner, Anneke Kim Sarnau |
| Auf den Tatortreiniger trifft eine Prostituierte, die von dem Toten vor seinem Tod beauftragt wurde und nichtsahnend an den Tatort gerät. Es entwickelt sich ein Gespräch über Berufsethiken und Berufspraxen. Die beiden begegnen einander auf professioneller Ebene. |           |                      |                    |                |             |                                                            |
| 2 | 2         | Spuren               | 25. Dez. 2011      | Arne Feldhusen | Mizzi Meyer | Bernd Moss, Carmen-Maja Antoni, Vanessa Stern              |
| Der Tatortreiniger ist im Haus eines Schriftstellers tätig, der sich zunächst von Schottys Anwesenheit gestört fühlt, dann aber letztlich künstlerisch davon profitiert. |           |                      |                    |                |             |                                                            |
| 3 | 3         | Nicht über mein Sofa | 27. Dez. 2011      | Arne Feldhusen | Mizzi Meyer | Christine Schorn, Michael Hanemann                         |
| Der Tatortreiniger ist im Haus einer alten Frau tätig, die von ihrer Überlegenheit und ihren gesellschaftlichen Privilegien sehr überzeugt ist. Immer mehr gewinnt Schotty den Eindruck, dass der Einbrecher in der Villa nicht einfach nur gestürzt ist, sondern dass die alte Dame mit dem Golfschläger nachgeholfen hat. Als er ankündigt, die Polizei rufen zu wollen, gerät er in einen Gewissenskonflikt, denn für sein Schweigen würde Frau Hellenkamp ihn mit einem Maserati Quattroporte IV belohnen. |           |                      |                    |                |             |                                                            |
| 4 | 4         | Geschmacksache       | 26. Dez. 2011      | Arne Feldhusen | Mizzi Meyer | Bettina Stucky, Michael Wittenborn                         |
| Der Tatortreiniger ist im Haus eines Psychotherapeuten tätig, der ihm als Geist erscheint und mit ihm ein therapeutisches Gespräch unter Anwendung verschiedener Therapiestrategien führt. Durch den zufälligen Besuch einer der Klientinnen des Therapeuten wird Schotty mit seinen Klischees über Frauen konfrontiert. |           |                      |                    |                |             |                                                            |

## Staffel 2
| Nr. (ges.) | Nr. (St.) | Originaltitel            | Erstausstrahlung D | Regie          | Drehbuch    | Episodendarsteller                                  |
| --- | --------- | ------------------------ | ------------------ | -------------- | ----------- | --------------------------------------------------- |
| 5 | 1         | Über den Wolken          | 2. Jan. 2013       | Arne Feldhusen | Mizzi Meyer | Jean-Pierre Cornu, Nicole Marischka                 |
| Der Tatortreiniger ist an seinem Arbeitsplatz mit dem Täter und mit seinem eigenen Nikotinentzug konfrontiert. |           |                          |                    |                |             |                                                     |
| 6 | 2         | Die Challenge            | 2. Jan. 2013       | Arne Feldhusen | Mizzi Meyer | Alwara Höfels, Christian Kerepeszki                 |
| Am Arbeitsplatz des Tatortreinigers taucht die Exfreundin des Toten auf, ein D-Promi, die sich mit einem Fernsehinterview am Tatort promoten will. |           |                          |                    |                |             |                                                     |
| 7 | 3         | Schottys Kampf           | 3. Jan. 2013       | Arne Feldhusen | Mizzi Meyer | Holger Stockhaus, David Bredin                      |
| Schotty gerät an einen Tatort, der mit Nazi-Devotionalien angefüllt ist, und an dem er sich mit einem wortreichen Vertreter des „modernen Nationalsozialismus“ konfrontiert sieht. Der Tatortreiniger findet eine Lösung, mit diesen Sachverhalten umzugehen. |           |                          |                    |                |             |                                                     |
| 8 | 4         | Angehörige               | 7. Jan. 2014       | Arne Feldhusen | Mizzi Meyer | Florian Lukas, Jörg Pose, Peer Martiny, Jens Rachut |
| Schotty soll das Atelier eines verstorbenen Zauberers reinigen, gerät dabei an dessen Exfreund und wird mit seinen Vorurteilen gegenüber Schwulen konfrontiert.                                                                                               |           |                          |                    |                |             |                                                     |
| 9 | 5         | Auftrag aus dem Jenseits | 8. Jan. 2014       | Arne Feldhusen | Mizzi Meyer | Milan Peschel                                       |
| Schotty soll ein verfallenes altes Haus von den Resten eines verstorbenen Obdachlosen reinigen. Zufällig ist dort gleichzeitig ein Schamane tätig. Die beiden erörtern ihre weltanschaulichen Differenzen, finden aber einen gemeinsamen Nenner.              |           |                          |                    |                |             |                                                     |

## Staffel 3
| Nr. (ges.) | Nr. (St.) | Originaltitel  | Erstausstrahlung D | Regie          | Drehbuch    | Episodendarsteller                                                            |
| --- | --------- | -------------- | ------------------ | -------------- | ----------- | ----------------------------------------------------------------------------- |
| 10 | 1         | Fleischfresser | 9. Jan. 2014       | Arne Feldhusen | Mizzi Meyer | Karin Hanczewski, Ronald Kukulies                                             |
| Schotty hat den falschen Schlüssel für seinen Arbeitsort und klingelt an der Nachbarwohnung, um zu telefonieren. Dort trifft er auf eine rollstuhlfahrende Veganerin. Auch hier wird der Tatortreiniger mit seinen Klischees konfrontiert, gerät aber mit der Veganerin in einen zunehmend freundschaftlichen Dialog. |           |                |                    |                |             |                                                                               |
| 11 | 2         | Schweine       | 3. Dez. 2014       | Arne Feldhusen | Mizzi Meyer | Fritzi Haberlandt                                                             |
| An seinem Einsatzort begegnet Schotty zum ersten Mal nach 15 Jahren seiner Exfreundin, die in ihrem Haus von einem Wildschwein angefallen wurde. Sie unterhalten sich über ihre damalige Beziehung und das jetzige Befinden, und schließlich kommen sie sich auch körperlich näher. |           |                |                    |                |             |                                                                               |
| 12 | 3         | Carpe Diem     | 3. Dez. 2014       | Arne Feldhusen | Mizzi Meyer | André Jung, Bastian Reiber, Peer Martiny, Jörg Pose, Olli Dittrich, Jule Böwe |
| In einer Behörde, die von allerlei Beamtenkarikaturen bevölkert wird, soll Schotty das Büro eines vor über vierzehn Tagen einem Herzinfarkt erlegenen Beamten säubern. Zuerst aber gilt es ins abgeschlossene Büro zu gelangen, was Schotty letztlich über den „kurzen Dienstweg“ gelingt. Als er schließlich das Putzen aufnimmt, erhebt sich in Schottys Vorstellung der Beamte aus dem noch im Büro befindlichen Sarg und spricht mit dem Tatortreiniger über seinen lange gehegten Wunsch, in wenigen Monaten in den Ruhestand zu treten, um endlich mit dem wahren Leben beginnen zu können. Schotty fängt durch diese Erzählungen seinerseits an am eigenen Lebensentwurf zu zweifeln und erleidet vermeintlich ebenfalls einen Herzinfarkt. |           |                |                    |                |             |                                                                               |
| 13 | 4         | Ja, ich will   | 10. Dez. 2014      | Arne Feldhusen | Mizzi Meyer | Hilke Altefrohne, Lisa Wagner                                                 |
| Der Tatortreiniger trifft an seinem Einsatzort auf eine junge Frau, die ihn dazu überreden möchte, durch eine Scheinehe eine Afrikanerin vor ihrer Abschiebung und dadurch vor einer drohenden politischen Ermordung in ihrer Heimat zu retten. Es stellt sich bald heraus, dass Schottys Gesprächspartnerin lesbisch verheiratet ist, aber starkes Interesse an jener Afrikanerin zeigt. Während sich Schotty dazu entschlossen hat, die Scheinehe einzugehen, verhindert dies die überraschend hinzugekommene Lebenspartnerin der Frau, die mit dieser einen Streit beginnt. |           |                |                    |                |             |                                                                               |

## Staffel 4
| Nr. (ges.) | Nr. (St.) | Originaltitel          | Erstausstrahlung D | Regie          | Drehbuch    | Episodendarsteller                                                                       |
| --- | --------- | ---------------------- | ------------------ | -------------- | ----------- | ---------------------------------------------------------------------------------------- |
| 14 | 1         | Wattolümpiade          | 10. Dez. 2014      | Arne Feldhusen | Mizzi Meyer | Barbara Nüsse                                                                            |
| Da Heiko Schotte für einen erkrankten Kollegen einspringen muss, gerät er in Zeitnot, denn er möchte abends in Brunsbüttel an der Wattolümpiade teilnehmen, einem Sportfest im Schlamm. Seine betagte Auftraggeberin Frau Wüllbein hält ihn allerdings durch ihre Betulichkeit von der Arbeit ab, serviert Torte und zeigt ihm alte Fotoalben. Als sie nach einigen Aufmunterungen des Tatortreinigers beschließt, wieder aktiver zu werden und gar mit ihm zusammen die Wattolümpiade zu besuchen, sieht sich Schotty dann doch genötigt, sich immer dreistere Ausreden auszudenken, die Frau Wüllbeins Besuch der Veranstaltung im Wege stünden. Letzten Endes jedoch sieht sie selbst ein, dass sie zu aufdringlich war. Schotty schafft es schließlich noch zu seinem Wettkampf, und auch Frau Wüllbein sitzt im Publikum.                           |           |                        |                    |                |             |                                                                                          |
| 15 | 2         | Der Putzer             | 17. Dez. 2014      | Arne Feldhusen | Mizzi Meyer | Matthias Brandt, Charly Hübner, Josef Heynert, Katharina Marie Schubert, Steffen Gerhard |
| Heiko Schotte wird diesmal zu einem etwas anderen Tatort gerufen. Zwar ist kein Blut zu sehen, jedoch treiben die vermeintlich vorhandenen Viren, Bakterien und Keime den Hausherren in den Wahnsinn. Außerdem muss Schotty mit einem vor der Haustür wartenden Mann fertigwerden, mit dessen Freundin er vor einiger Zeit einen One-Night-Stand hatte und der ihm jetzt offenkundig droht. Schotty findet letztlich eine Lösung für das Problem. |           |                        |                    |                |             |                                                                                          |
| 16 | 3         | Damit muss man rechnen | 17. Dez. 2014      | Arne Feldhusen | Mizzi Meyer | Jan-Peter Kampwirth, Stephan Grossmann                                                   |
| Der Tatortreiniger wird abends zu einem Elektrofachhandel gerufen. Dort gab es einen Schusswechsel mit mehreren Toten und dementsprechend ist viel Blut zu beseitigen. Wenig später lernt Schotty den Mitarbeiter Olaf kennen, der ihm erläutert, welche Vorbereitungen man getroffen haben muss, um einen plötzlichen Zusammenbruch der bestehenden Gesellschaftsordnung über einen längeren Zeitraum überleben zu können. Es wird eine bierselige Nacht. |           |                        |                    |                |             |                                                                                          |
| 17 | 4         | Der Fluch              | 30. Dez. 2014      | Arne Feldhusen | Mizzi Meyer | Michael Maertens, Peter Maertens                                                         |
| Heiko Schotte soll in der Eingangshalle eines schlossartigen Anwesens den Fleck eines sehr alten Selbstmords entfernen. Dabei wird er augenscheinlich Opfer eines Fluchs, der Bewohner und Gäste des Anwesens zum Reimen zwingt. Bei Zuwiderhandlung kehren die Akteure augenblicklich in die Ausgangssituation der Folge zurück; im Wiederholungsfall soll angeblich Schlimmeres drohen. Allmählich erweist sich, dass der Hausherr und Schotty mit ihren Reimen das Geschehen beeinflussen können: Zu Reimzwecken erfundene Gegenstände tauchen plötzlich im Raum auf. Schließlich erscheint der (verstorbene) frühere Schlossherr, auf dessen Suizid der Fluch und der Blutfleck zurückgehen sollen. In der direkten Konfrontation mit ihm gelingt es, den Fluch zu brechen – als Symbol des erlangten Selbstbewusstseins des aktuellen Schlossherrn. |           |                        |                    |                |             |                                                                                          |
| 18 | 5         | Tauschgeschäfte        | 30. Dez. 2014      | Arne Feldhusen | Mizzi Meyer | Viviane De Muynck, Hendrik Arnst                                                         |
| Schotty soll in einer schmuddeligen Kneipe namens Van der Horst die Überreste eines Erschossenen beseitigen. Wie sich herausstellt, handelte es sich um den Mann der Besitzerin. Dies und anderes erfährt Schotty von eben jener im Gespräch bei Kaffee mit Schuss. Wenig später entdeckt Schotty hinter dem Kopfaufsatz eines Flipperautomaten einen Briefumschlag mit mehreren Tausend Euro darin. Es kommt zu einer Wette um das Geld. Schotty muss es schaffen, die Besitzerin zu belügen. |           |                        |                    |                |             |                                                                                          |

## Staffel 5
| Nr. (ges.) | Nr. (St.) | Originaltitel        | Erstausstrahlung D | Regie          | Drehbuch    | Episodendarsteller                                                                 |
| --- | --------- | -------------------- | ------------------ | -------------- | ----------- | ---------------------------------------------------------------------------------- |
| 19 | 1         | Bestattungsvorsorge  | 17. Dez. 2015      | Arne Feldhusen | Mizzi Meyer | Jörg Pose, Peer Martiny, Niels Bormann, Stephanie Stremler                         |
| Heiko Schotte trifft am Tatort – in einem Jagdhaus – auf zwei altbekannte Bestatter, die versuchen, ihn von den Vorzügen einer Bestattungsvorsorge zu überzeugen. Schotty hält davon nichts, dabei scheint er seinem Tod näher zu sein, als er glaubt. Auf einem nahen Hochsitz warten die Täter, denn sie wollen zum Beweis ihrer ewigen Liebe ein menschliches Herz verspeisen. |           |                      |                    |                |             |                                                                                    |
| 20 | 2         | Das freie Wochenende | 17. Dez. 2015      | Arne Feldhusen | Mizzi Meyer | Annika Meier                                                                       |
| Der Tatortreiniger unterstützt eine überarbeitete und gestresste Verwandte des Toten, indem er sie im Lügen schult und ihr so ein wenig Freiheit zurückgibt. |           |                      |                    |                |             |                                                                                    |
| 21 | 3         | Pfirsichmelba        | 21. Dez. 2015      | Arne Feldhusen | Mizzi Meyer | Björn Meyer                                                                        |
| Schotty reinigt eine Eisdiele, als ein autistischer Stammkunde eintrifft und sich partout nicht abwimmeln lässt. In dem darauffolgenden Gespräch wird die Beziehung beider Gesprächspartner zu ihren Vätern erörtert und letztlich aufgearbeitet. |           |                      |                    |                |             |                                                                                    |
| 22 | 4         | Anbieterwechsel      | 21. Dez. 2015      | Arne Feldhusen | Mizzi Meyer | Anna Schudt, Jule Böwe, Thomas S. Mir, Uwe Seeler                                  |
| In einer Agentur für Religion und Spiritualität sind blutige Schmierereien zu beseitigen. Die Inhaberin bietet Schotty nach einer Diskussion über den individuellen Glauben eine maßgeschneiderte Religion an. Dies führt ihn zu einer gewaltigen „Erleuchtung“, allerdings keiner spirituell-religiösen. |           |                      |                    |                |             |                                                                                    |
| 23 | 5         | E.M.M.A. 206         | 7. Jan. 2016       | Arne Feldhusen | Mizzi Meyer | Simon Schwarz, Verena Mundhenke, Antonia Bill                                      |
| Schotty muss eine riesige Blutlache in einer streng gesicherten Firma entfernen, in der ein weiblicher Androide entwickelt wird. Nachdem er vom Abteilungsleiter in die Details zum Todesfall eingeweiht worden ist, wird er von der künstlichen Intelligenz als Gesprächspartner erkannt. Sie beginnt Schotty auszufragen und dieser verfällt in einen Monolog über seine Gefühle Frauen gegenüber. Nachdem der Reinigungsauftrag abgeschlossen ist, hat der Tatortreiniger eine telepathische Eingebung und flieht vor der Empfangsdame, da er sie nun für eine besonders erfindungsreiche Mörderin hält.                                |           |                      |                    |                |             |                                                                                    |
| 24 | 6         | Freunde              | 7. Jan. 2016       | Arne Feldhusen | Mizzi Meyer | Harald Burmeister, Sebastian Weber, Olli Schulz, Jan Georg Schütte, Werner Wölbern |
| Schotty hat einen Putzauftrag in einer Villa. Es stellt sich heraus, dass der Besitzer sein alter Freund Dennis Banger ist. Die beiden haben sich seit über zwanzig Jahren nicht gesehen und viel zu erzählen. Außerdem ist Schotty fest davon überzeugt, dass ihm Dennis noch 500 D-Mark schuldet. Doch der ist anderer Meinung. Um die Sache zu klären, werden die Freunde Didi, Frido und El Blondo hinzugeholt – allesamt Mitglieder des FC Dieter. Bei Musik- und Spirituosengenuss tauschen sich die Freunde über ihren Werdegang aus, während der Butler energisch versucht, bei der Bank ad hoc 500 D-Mark in bar zu organisieren. |           |                      |                    |                |             |                                                                                    |

Die letzten beiden Episoden der fünften Staffel standen bereits vor der TV-Erstausstrahlung in der ARD-Mediathek zum Streamen bereit.

## Staffel 6
| Nr. (ges.) | Nr. (St.) | Originaltitel      | Erstausstrahlung D | Regie          | Drehbuch    | Episodendarsteller                                               |
| --- | --------- | ------------------ | ------------------ | -------------- | ----------- | ---------------------------------------------------------------- |
| 25 | 1         | Sind Sie sicher?   | 14. Dez. 2016      | Arne Feldhusen | Mizzi Meyer | Sebastian Blomberg, Rafael Stachowiak, Katrin Wichmann           |
| In einer Consultingfirma gerät Schotty mit dem Geschäftsführer aneinander, der Vergnügen daran findet, seine Mitarbeiter an ihre Belastungsgrenze zu treiben. Jedoch gelingt es dem Tatortreiniger im Laufe des Gesprächs die Situation zu drehen.                                                                           |           |                    |                    |                |             |                                                                  |
| 26 | 2         | Özgür              | 21. Dez. 2016      | Arne Feldhusen | Mizzi Meyer | Sandra Hüller, Jan Peter Heyne, Bodil Hindhede                   |
| Schotty trifft in einer abgelegenen Pension auf dem Lande die hochschwangere Silke. Es ergibt sich eine von Wehen durchzogene Diskussion über die Bedeutung von Namen und die positiven und negativen Vorurteile, die diese auslösen können. Alles in Bezug auf die damit verbundenen Probleme eines heranwachsenden Kindes. |           |                    |                    |                |             |                                                                  |
| 27 | 3         | Schluss mit lustig | 21. Dez. 2016      | Arne Feldhusen | Mizzi Meyer | Bastian Reiber, Carol Schuler, Stephan Schad, Roswitha Quadflieg |
| In einem Kleinkunstverein hat Schotty es mit einem mäßig talentierten Clown zu tun, der in einer Sinnkrise steckt. Nach anfänglichem Unverständnis von beiden Seiten entspinnt sich allmählich ein Gespräch über den Sinn von Arbeit und ob man darin Erfüllung findet.                                                      |           |                    |                    |                |             |                                                                  |

## Staffel 7
| Nr. (ges.) | Nr. (St.) | Originaltitel | Erstausstrahlung D | Regie          | Drehbuch    | Episodendarsteller                                                                                          |
| --- | --------- | ------------- | ------------------ | -------------- | ----------- | --- |
| 28 | 1         | Currywurst    | 18. Dez. 2018      | Arne Feldhusen | Mizzi Meyer | Pia Hierzegger, Lina Beckmann, Margrit Osterwold                                                            |
| Schotty wird in eine Kunstgalerie gerufen, in der ein verkannter Maler einen Unfall hatte. Er bekommt einen Einblick in die Welt der Kunst, des Geldes und der Wertigkeit der Dinge. Daraufhin geht er eine Currywurst essen und wird bei seiner Rückkehr in einen Kunstbetrug verstrickt, da er sein Mittagessen versehentlich mit einem Teil eines Kunstwerks bezahlt hat. |           |               |                    |                |             | |
| 29 | 2         | Rebellen      | 18. Dez. 2018      | Arne Feldhusen | Mizzi Meyer | Olli Schulz, Jan Georg Schütte, Werner Wölbern                                                              |
| Schotty wird bei der Arbeit von seinen Freunden Didi, Frido und El Blondo besucht. El Blondo wartet im Auto, da die Freunde eigentlich schnell weiterziehen wollten, doch Frido muss ständig auf die Toilette. Während man wartet, entspinnt sich zwischen Schotty und Didi eine Unterhaltung über Filzgleiter. El Blondo versucht inzwischen das Auto zu verlassen, scheitert aber am Sicherheitsgurt. Die angeregte Diskussion gleitet nach dem Auftauchen von Frido in ein skurriles Streitgespräch ab. Am Rande geht es beispielsweise auch um Matratzenwenderinnenfutter oder Warentrennerthermometer. Didi zitiert schließlich einen seiner ersten lyrischen Ergüsse. Allmählich kehrt das Gespräch wieder zum Filzgleiter zurück und ein kleiner, schnörkelloser, spanischer Song entsteht. Ob El Blondo sich zwischenzeitlich im Auto selbst stranguliert hat, bleibt unklar. |           |               |                    |                |             | |
| 30 | 3         | Der Kopf      | 19. Dez. 2018      | Arne Feldhusen | Mizzi Meyer | Thomas Niehaus, Angelika Richter, Frank Kienitz, Fred Lobin, Olli Schulz (Stimmenauftritt)                  |
| Schotty unterhält sich in einer Arbeitspause mit einem anwesenden Wachkomapatienten. Bei dem Versuch Mario Götzes WM-Finaltreffer nachzustellen, fällt er hin, schlägt mit dem Kopf auf und befindet sich dann im Gehirn des Komapatienten. Schotty gewinnt einen völlig neuen Blick auf das menschliche Dasein. |           |               |                    |                |             | |
| 31 | 4         | Einunddreißig | 19. Dez. 2018      | Arne Feldhusen | Mizzi Meyer | Jens Harzer, Jule Böwe, Harald Burmeister und viele andere (siehe Liste der Tatortreiniger-Nebendarsteller) |
| Am Empfang eines Unternehmens scheint man durch Schottys Auftauchen extrem überfordert. Nach seltsamen Begegnungen mit Freunden, Bekannten und Weggefährten gerät Schottys Realität einmal mehr ins Wanken. Der „Tatort“, zu dem er gerufen wurde, stellt sich als sein eigenes Ende heraus. |           |               |                    |                |             | |